# Untergangskommando
Das Untergangskommando war eine Deutschpunkband aus Mainz. Das Gesamtwerk besteht vor allem aus gesellschaftskritischen, politischen und textlich komplexen Stücken. Trotzdem hatte die Band ihren größten Erfolg mit dem Lied Punk + Polizei, welches eher dem Funpunk zuzuordnen ist.

## Geschichte
Im Sommer 1994 gründeten Michel, Steffen, Pätzi, O.M.A. und Strohbü das Untergangskommando. Die noch junge Band nahm nach kurzer Zeit ein Demotape auf und spielte einige amateurhafte Live-Auftritte. 1995 unterschrieben sie einen Plattenvertrag bei Impact Records. Ein Jahr später erschien ihr erstes Album Tatort ALDI. Im Februar 1997 folgte die Maxi Morgenrot und im Sommer desselben Jahres das Album Hol' dir die Pest. Anfang 1998 trennte sich die Band von Gitarrist Steffen und konnte ihn erst zum Jahreswechsel mit Ätzy ersetzen. Nachdem dieser und Strohbü die Band verließen, beschloss die verbleibende Band sich aufzulösen.
Heute singt Michel bei Wilde Zeiten und O.M.A spielt Bass bei Love's Labour's Lost. Pätzi spielt seit 2003 Gitarre bei Front.
Ätzy ist von der Gitarre wieder aufs Schlagzeug umgestiegen und spielt bei der Band Humankapital, Strohbü spielt Schlagzeug bei der Punkrock-Band Auf ans Meer.

## Diskografie
- 1995: Land in Sicht (Demo, Eigenproduktion, MC)
- 1995: AKS-13 (Demo, Eigenproduktion, MC)
- 1996: Anal (Impact Records, 7" Single)
- 1996: Oral (Impact Records, 7" Single)
- 1996: Brutal (Impact Records, 7" Single)
- 1996: Tatort ALDI (Impact Records, LP/CD)
- 1997: Morgenrot (Impact Records, MCD)
- 1997: Hol' dir die Pest (Impact Records, CD)
- 1998: Live im Vatikan (Eigenproduktion, MC)
- 1998: Hass und Gewalt (Suppenkazpers Noize Imperium, 7" Single)
- 2001: Und dann ruft uns die Nacht (Impact Records,  CD)